# ダーティ・ワーク
『ダーティ・ワーク』(英語: Dirty Work)は、1986年にリリースされたローリング・ストーンズのオリジナルアルバム。全英、全米共に4位を記録。

## 概要
ストーンズと新たに契約を結んだCBSの配給下での初の作品である。本作はミック・ジャガーとキース・リチャーズの関係が険悪な時期に創り出された作品であり、ロン・ウッドも「俺達の航海でもっとも大変な時期だった」と振り返っている。歌詞もジャガーとリチャーズの互いへの怒りや不満を表したようなものが多く、特に「ファイト」では「お前を粉々にしてやろうか」等と過激なフレーズが聴かれるが、これはジャガーが突然スタジオを出て行ってしまい、リチャーズがその時の怒りを歌詞に表したものである。結果としてジャガーとリチャーズの楽曲制作は捗らず、ウッドの協力を仰ぐこととなり、作者クレジットにはウッドの名が4曲に付加されることとなった。当時ジャガーはソロ・アルバム『シーズ・ザ・ボス』のプロモーションのためセッションを多く欠席したため、本作はリチャーズが中心となって制作された。本作ではリチャーズがリードボーカルをとった曲が初めて2曲収録されているが、以降『ア・ビガー・バン』（2005年）までのオリジナル・アルバムで、リチャーズのリードボーカル曲が2曲収録されることになる。この他、もう1曲彼がリードボーカルをとった「Deep Love」が採用される予定だったが（最終段階で「ホールド・バック」に差し替えられた）、これが収録されれば、ストーンズで唯一リチャーズのリードボーカル曲が3曲入ったアルバムになるところだった。
プロデューサーにスティーヴ・リリーホワイトを起用したのもリチャーズの発案であるが、当時の流行の最先端を行っていたリリーホワイトのサウンドはストーンズ旧来のサウンドになじむものとは言い難く、特にスネアドラムに強いエフェクトがかけられるなど、リリーホワイトの嗜好が反映された音造りはファンからは違和感を持って受け止められた。皮肉にも流行に敏感なジャガーではなく、ルーツに忠実なリチャーズが主導した本作が、ストーンズのアルバムの中でも最も1980年代らしいサウンドを持つ作品となった。
本作からは、1986年3月に「ハーレム・シャッフル」（シングルとしてストーンズ初のスタジオ・アルバムからのカヴァー曲）が先行シングルとしてリリースされ、全英13位、全米5位を記録した。なお、「ハーレム・シャッフル」は、元々アメリカのソウル・シンガー、ボビー・ウーマックとのデュエットとして発表される予定だったが、最終的にウーマックのボーカルのほとんどを消去する形で発表され、彼の怒りを買った。その他、ジミー・ペイジ、トム・ウェイツ、ジミー・クリフといった名立たるミュージシャンがゲスト参加している。
後述のとおり、バンド結成時のメンバーで、ピアノでのサポートとロード・マネージャーを務めたイアン・スチュアートが、本作リリース直前の1985年12月12日に心臓発作で急逝しており、彼への追悼としてスチュワートが弾く「キー・トゥ・ハイウェイ」がアルバムの隠しトラックとして挿入されている。また本作のクレジットの末尾には「このアルバムをイアン・スチュワートに捧げる。25年間のブギ・ウギに感謝をこめて」という彼に対する追悼文が添えられている。
2002年に発売されたストーンズ初のオールタイムベスト盤『フォーティ・リックス』に、ローリング・ストーンズ・レコードの作品中唯一曲が収録されなかったアルバムでもある。
1994年にヴァージン・レコードによってリマスターの上再発売され（エンジニア：ボブ・ラドウィック）、2009年にはユニバーサルミュージックグループによって更なるリマスターで再々発売された（エンジニア：スティーブン・マーカソン）。2011年には日本限定で最新リマスター版がSACDにてユニバーサルミュージックよりリリース。2014年にはSACDと同一マスターにてSHM／プラチナSHM-CD版がリリースされた（紙ジャケット仕様）。
小説家の糸山秋子は、2007年にストーンズを題材に書いた短編集『ダーティ・ワーク』を出版している。

## 経緯
1984年にストーンズはCBSと2800万ドルという巨額の契約を結ぶが、このときジャガーは他のメンバーには内緒で自身のソロ作品もこの契約に含めていた。ただでさえジャガーとリチャーズの対立感情が高まっていた時期に、自分の知らないうちにこのような契約が交わされていたとなれば、リチャーズの怒りがさらに増大することは避けられなかった。この年の3月より、ジャガーはソロアルバムの制作を開始するが、この年はチャーリー・ワッツやビル・ワイマンもそれぞれのソロ・プロジェクトを進めており、バンドがばらばらになることを恐れたリチャーズは、メンバーの足並みが揃わぬままストーンズの新作アルバム制作を呼びかけ、ジャガーもCBSとの契約が締結したばかりで、バンドをおろそかに出来ないという事情もあり、これに同意した。
1985年1月より、パリのパテ・マルコーニ・スタジオにてプリ・プロを開始、ジャガーとリチャーズのみ先乗りして曲作りを始めるが、ここで2人の仲が改善することはなく、それどころか自身のソロアルバムの方に気をとられ、やる気を見せないジャガーにリチャーズが掴みかかるという出来事もあった。ウッドやチャック・リーヴェルの手を借りながら曲作りを進め、4月から6月にかけて本格的なレコーディングを行い、その後ニューヨークのRPMスタジオに場所を移してレコーディングを続けた。この間、7月13日に行われた「ライブ・エイド」に、ジャガーとリチャーズ・ウッド組にそれぞれ分かれて出演し、バンド内の分裂が公になった。このライブでジャガーはティナ・ターナーと共演し、自身のソロナンバーと「ミス・ユー」、「イッツ・オンリー・ロックン・ロール」を披露、リチャーズとウッドはボブ・ディランの「風に吹かれて」でバック演奏を担当した。
オーバーダブとミキシングを9月から10月にかけてRPMスタジオにて、その後同じくニューヨークにあるライト・トラック・スタジオで11月から12月まで行い、全ての作業が完了した。ワイマンの貢献はいつも以上に少なく、本作で彼が参加した曲は3曲のみである。さらにこのセッションではワッツの貢献も少なかった。彼は当時アルコール依存症の治療中でその上ドラッグに嵌っており、代わりにウッドが「トゥー・ルード」「スリープ・トゥナイト」でドラムを担当した。ウッドは自分がドラムを叩くことがワッツへの冒涜になるのではないかと憂慮したが、ワッツから「君がもうやったんだから」と言われたことで安心したというエピソードもある。そして本作の完成から間もない12月12日、バンドはイアン・スチュワートの急死という最大の悲劇に見舞われる。スチュワートはロード・マネージャーとしてバンド内の人間関係に軋轢が生まれるとその仲を取り持ったりするなどメンバーからの信頼は厚く、そんな彼の死にリチャーズは「何があってもストーンズを守れると思ってたが、スチュが死んだときにそれが虚勢だとわかった」と漏らした。本作リリース後、ジャガーはアルバムに伴うツアーをワッツの不調を理由に拒否し、直ちに第2作目のソロアルバム『プリミティヴ・クール』の制作に取り掛かった。これによりリチャーズとの軋轢はさらに深刻度を増し、ストーンズの将来を悲観視する声はさらに高まっていくことになる。

## アートワーク
表ジャケットの写真はアニー・リーボヴィッツが撮影。メンバー全員が1枚に収まった写真がアルバムジャケットに採用されたのは、1976年の『ブラック・アンド・ブルー』以来だが、当時のバンド内の冷え切った関係を表すように全員が互いに距離を保っている。また、制作中のバンドの勢力関係を表すようにリチャーズが写真の中央に収まっているが、彼が中央に納まったアルバムジャケットや宣材写真は1960年代からあり、別段珍しいものではない。原色系の目に鮮やかな衣装はイングランド出身のデザイナー、キャサリン・ハムネットによるもの。各クレジットはレコードの内袋に手書きで記載され、またマーク・マレックによるイラストも添えられた。レコードではジャケットが赤いセロハンで覆われていたが、CDでは再現が難しいためか廃されている。しかし、一部のリイシューではこれを再現したものもある。

## 評価
イギリスでは前作より1つランクを下げた4位となり、ゴールドディスクを獲得。アメリカでも4位が最高位で、リリース年内にプラチナ認定されている。オランダとスイスでは1位を獲得している。
本作は批評家筋、ファン双方共に評価は低く、特に批判を浴びたのが、本作中最も'80年代らしいサウンドを持つ「ウィニング・アグリー」だった。ローリング・ストーン誌はジャガーの『シーズ・ザ・ボス』と本作を「ストーンズ内での1980年代のアイデンティティの危機を示唆している」と評し、Stylus Magazineはジャガーの本作に於ける過剰とも言える歌唱を「マイクに噛付きたがってるように何かに怒って叫んでいる」と揶揄した。Village Voiceのように「これは勇敢で挑戦的なレコードだ」と肯定的に書いたレビューもあったが、結果として『ダーティ・ワーク』は失敗作と見なされ、ストーンズの全作品中最低とする声もある。
ストーンズメンバーの自己評価も低く、ジャガーは1995年のインタビューで本作を「大したことないね」の一言で済ませている。しかし、リチャーズは自身が中心となって作ったアルバムということもあってか、本作を「仕上がりには100％満足している」と評している。

## 収録曲

### Side A
1. ワン・ヒット - One Hit (to the Body) (Mick Jagger/Keith Richards/Ron Wood) (4:44)
  - アルバムからのリカットシングルとしてリリースされ、全米28位、全英80位を記録。
2. ファイト - Fight (Jagger/Richards/Wood) 3:09
3. ハーレム・シャッフル - Harlem Shuffle (Bob Relf/ Ernest Nelson) (3:24)
  - アメリカのソウル・デュオ、ボブ&アール（英語版）のカバー。
4. ホールド・バック - Hold Back (Jagger/Richards) (3:53)
5. トゥー・ルード - Too Rude (Lydon Roberts) 3:11
  - レゲエ・ミュージシャン、ハーフ・パイント（英語版）のカバー。元々のタイトルは「Winsome」。

### Side B
1. ウイニング・アグリー - Winning Ugly (Jagger/Richards) (4:32)
2. バック・トゥ・ゼロ - Back to Zero (Jagger/Richards/Chuck Leavell) (4:00)
3. ダーティ・ワーク - Dirty Work (Jagger/Richards/Wood) (3:53)
4. ハド・イット・ウィズ・ユー - Had It with You (Jagger/Richards/Wood) (3:19)
5. スリープ・トゥナイト - Sleep Tonight (Jagger/Richards) (5:11)
6. (hidden track) (Big Bill Broonzy/Charles Segar) (0:33)
  - イアン・スチュアートによる「キー・トゥ・ハイウェイ（Key To The Highway）」

## レコーディング・メンバー

### ローリング・ストーンズ
- ミック・ジャガー - リード&バッキング・ボーカル、ハーモニカ
- キース・リチャーズ - ギター、バッキング・ボーカル、ベース&ピアノ(#10)、リード・ボーカル(#5, #10)
- ロン・ウッド - ギター、バッキング・ボーカル、ベース(#2, #5, #7)、サックス(#9)、ドラムス(#5, #10)
- ビル・ワイマン - ベース(#1, #3, #8)
- チャーリー・ワッツ - ドラムス

### 参加ミュージシャン
- ジミー・ペイジ - エレキギター(#1)
- チャック・リーヴェル - キーボード、オルガン、シンセサイザー(#1-8, #10)
- ボビー・ウーマック - バッキング・ボーカル(#1, #3, #10)、エレキギター(#7)
- ジョン・レーガン - ベース(#1, #6)
- スティーヴ・ジョーダン - バッキング・ボーカル(#2)、ドラムス(#5?)
- イヴァン・ネビル - バッキング・ボーカル(#2)、ベース(#4)
- ドン・コヴェイ - バッキング・ボーカル(#1, #10)
- パティ・シャルファ、ビヴァリー・ダンジェロ - バッキング・ボーカル(#1)
- チャーリー・ドレイトン - バッキング・ボーカル(#2)
- トム・ウェイツ - バッキング・ボーカル(#3)
- ジミー・クリフ - バッキング・ボーカル(#5)
- ジャニス・ペンダーヴィス、ドレット・マクドナルド - バッキング・ボーカル(#6)
- フィリップ・セス - キーボード(#7)
- ダン・コレット - トランペット(#7)
- マルク・ヒバス、アントン・フィグ - パーカッション(#7)
- イアン・スチュワート - ピアノ(#11)

### スタッフ
- スティーヴ・リリーホワイト、グリマー・ツインズ - プロデューサー
- デイヴ・ジェルデン - チーフエンジニア
- スティーヴ・パーカー - アディショナルエンジニア
- トム・クリック、マイク・クロイアック - アシスタントエンジニア
- ジャネット・ピアー - アートワーク
- アニー・リーボヴィッツ - 写真撮影
- マーク・マレック - イラストレーション